# Красный Виндзор (сыр)
Красный Виндзор (англ. Windsor Red) , также Виндзорский красный сыр — полутвердый британский сыр, изготовление которого происходит из пастеризованного коровьего молока. По своим свойствам этот вид сыра напоминает сыр Чеддер, различия между ними состоят в том, что Красный Виндзор готовят с некоторыми добавками. Сыр производится в одной из маслоделень графства Лестершир в Англии.

## Изготовление
В процессе приготовления, во время сворачивания молока, сырная масса должна немного осесть. После этого ее нарезают небольшими кусочками и готовят от 20 до 40 минут. После этого массу помещают под пресс. Такой процесс способствует повышению кислотности сыра. Когда сыр почти готов, в него добавляют красное вино или бузинный ликер и вновь помещают под пресс. Так его выдерживают на протяжении небольшого периода времени. Готовится сырная масса для Красного Виндзора по тому же рецепту, что и для сыра Чеддер.

## Описание
Текстура сыра от твердой до сливочной и рассыпчатой с мраморными вкраплениями розоватого цвета с винным послевкусием. На 100 граммов сырной массы приходится 30 граммов жира.